# Matti Herola
Matti Herola (* 9. November 1993 in Siilinjärvi) ist ein ehemaliger finnischer Nordischer Kombinierer.

## Karriere
Herola, der wie sein Bruder Ilkka Herola für Puijon Hiihtoseura startete, nahm an der Universiade 2013 der italienischen Provinz Trentino teil und belegte im Gundersen-Wettbewerb von der Normalschanze den fünften Platz. Im Massenstartwettbewerb verpasste er mit den vierten Platz knapp eine Medaille.
Nachdem Herola im August 2014 erstmals im Grand Prix startete und sich dabei auch in Oberstdorf einen Punkt holen konnte, debütierte er am 29. November 2014 beim Heimweltcup in Ruka auch im Weltcup. Beim Gundersen-Wettbewerb von der Großschanze belegte er den 39. Platz. Seinen ersten Weltcuppunkt sammelte er in der Saison 2015/16, als er im Februar 2016 den 30. Platz in Kuopio belegte. In der Gesamtwertung der Saison belegte er den 59. Platz. Im darauffolgenden Jahr rangierte Herola mit zwei Punkten auf dem 65. Platz der Gesamtwertung des Weltcups 2016/17.
Seinen letzten internationalen Wettkampf absolvierte er im Februar 2018 beim Continental Cup in Eisenerz.

## Statistik

### Weltcup-Platzierungen
| Saison  | Platz | Punkte |
| ------- | ----- | ------ |
| 2015/16 | 59.   | 1      |
| 2016/17 | 65.   | 2      |

### Grand-Prix-Platzierungen
| Saison | Platz | Punkte |
| ------ | ----- | ------ |
| 2014   | 46.   | 1      |
| 2016   | 43.   | 3      |